# Oncideres pyrrothrix
Oncideres pyrrothrix är en skalbaggsart som beskrevs av Noguera 1993. Oncideres pyrrothrix ingår i släktet Oncideres och familjen långhorningar. Inga underarter finns listade i Catalogue of Life.